# Katharina die Letzte
Katharina die Letzte ist eine 1935 in den Wiener Tobis-Sascha-Ateliers entstandene, österreichische Liebesfilmkomödie nach einer literarischen Vorlage des Ungarn Alexander von Hunyady und einer der letzten von antisemitischen Vorgaben freien Emigrantenfilme des Landes – „Eine Aschenputtel-Geschichte im Gewand der dreißiger Jahre, virtuos gespielt von Franziska Gaal, kongenial unterstützt von Hans Holt in seiner ersten Hauptrolle.“ Regie führte Hermann Kosterlitz, der kurz nach Abschluss der Dreharbeiten mit seinem Drehbuchautor Felix Joachimson in die USA auswanderte und in Hollywood als Henry Koster eine beachtliche Karriere machte.

## Handlung
Katharina – Typ: schmuckloser Bauerntrampel – ist ein ganz einfaches Mädchen vom Lande, das weder schreiben noch lesen kann. Als Küchenhilfe findet sie eine Anstellung beim Großindustriellen Sixtus Braun. Brauns Tochter Sybill hat es nicht leicht mit dem gestrengen Vater, der mit Argusaugen über sie wacht. Sibyll hat sich in Hans von Gerstikow verliebt, einen jungen Mann aus ebenso gutem wie wohlhabendem Hause, der jedoch bei der Erreichung seiner Ziele mit einer gewissen Frechheit und Rücksichtslosigkeit vorgeht. Der nassforsche Hans passt dem alten Braun überhaupt nicht, und er holt Auskünfte über ihn ein. Die fallen, so konfrontiert Braun von Gerstikow, sehr negativ aus. Sybill wird nun mit Ausgehverbot belegt, und der Hausherr verdonnert seine Angestellten dazu, strengstens über dieses Verbot zu wachen und Gerstikow keinesfalls ins Haus zu lassen. Einzig die einfache Katharina, die selbst von den anderen Braun-Lakaien wie ein Aschenputtel behandelt wird, bekommt diese Anweisung nicht mit, sodass sie nichts von dem Verdikt des strengen Vaters weiß.
Hans lässt nicht locker und will seine Herzdame unbedingt wiedersehen. So wirft er sich in eine Chauffeursuniform und bandelt als angeblich „einfacher“ junger Mann mit der gleichfalls einfachen Katharina an – all das nur, um über diesen Umweg seiner Sybill wieder näher kommen zu können. Der falsche Chauffeur lässt dank seiner charmanten Art bald Katharina in Zuneigung entbrennen, sodass sie ihn schließlich eines Tages sogar in die Villa Braun hineinlässt. Hans hat genau darauf abgezielt, denn nur so glaubt er, ein Wiedersehen mit Sybill arrangieren zu können. Hans‘ bester Freund Eduard erfährt von dieser gemeinen Charade seines Kumpels und treibt dessen Doppelspiel eines Tages durch eine eigene Schnapsidee auf die Spitze. Nachdem Katharina dem aufdringlichen Eduard eine Ohrfeige verpasst hat, worüber sich Hans sehr amüsiert, „entlässt“ der regelmäßig angeheiterte Eduard vor den Augen Katharinas Hans in seiner Funktion als sein angeblicher Chauffeur, was das einfältige Mädchen mit dem Herz am rechten Fleck zutiefst bestürzt. „Der Trampel“, wie Katharina selbst von Hans‘ Diener Tobby abfällig genannt wird, glaubt, an dieser Entwicklung und damit an Hans‘ nunmehrige Arbeitslosigkeit Schuld zu haben und kratzt daraufhin ihre sämtlichen Ersparnisse zusammen. Sie kauft Hans ein altes, klappriges Taxi, mit dem er einem neuen Broterwerb nachgehen kann. Mit ihrer erworbenen Schrottkarre erntet Katharina in der Öffentlichkeit jedoch nur Spott und Hohn.
Den adeligen Tunichtgut mit der schnöselhaften Attitüde und der geschmacklosen Schnapsidee überkommt angesichts Katharinas edler Tat aus reinem Herzen das schlechte Gewissen, und er schreibt ihr einen Abschiedsbrief, in dem er die Gründe für seine Verstellungen und die daraus entstandene Liebesfarce erklärt. Nun kann aber Katharina eben jenen Brief nicht lesen und fährt mit dem frisch erworbenen Taxi zu Hans. Hans von Gerstikow ist zutiefst betroffen angesichts dieser gesamten Entwicklung, und beide unternehmen mit dem allmählich auseinander fallenden Taxi einen Landausflug. Im Grünen gesteht Katharina, dass sie nicht lesen könne und bittet ihn, seine im Abschiedsbrief geschriebenen Zeilen vorzulesen. Kurzerhand improvisiert Hans und macht aus den Abschiedszeilen einen Liebesbrief. Ihm wird allmählich klar, was für ein übles Spiel er mit Katharina bislang getrieben und wie sehr er sie für seine Zwecke instrumentalisiert hatte.
Vater Braun gibt derweil auf. Seine Tochter macht ihm die Hölle heiß, weil er Hans als zukünftigen Schwiegersohn nicht akzeptieren will. Zähneknirschend geht er zu Gerstikow und sagt ihm, dass dieser seine Tochter heiraten könne, auch wenn er nicht versteht, was Sybill an ihm findet. Doch Hans ist sich bezüglich seiner Gefühle zu Sybill längst nicht mehr sicher. Als Sixtus Braun von seinem Sekretär Steinschneider erfährt, dass dieser Gerstikow mit der Küchenhilfe Katharina zusammen gesehen haben will, glaubt Braun seinen Ohren nicht zu trauen: Hat er es doch immer gewusst: Dieser Hans von Gerstikow ist ein Schnösel und Windhund! Sixtus plant, dieses Wissen zu seinen Gunsten zu nutzen. Er horcht Katharina aus und erfährt, dass sie den falschen Chauffeur Hans, also Sybills Bräutigam in spe, zu heiraten beabsichtigt. Auf einem anstehenden Fest, auf dem Katharina den Alkohol reichen soll, will Vater Braun Katharina mit Hans konfrontieren und hofft darauf, dass die Küchenhilfe eine Szene macht.
Doch das liebe Mädel rettet Hans aus der misslichen Situation, als sie ihn sehr vornehm und edel gekleidet auf eben jener Feier sieht und vorgibt, ihn nicht zu kennen. Er sei nicht der einfache Chauffeur, der ihr Liebster ist. Aus dem von Sixtus angepeilten Skandal wird nichts. Hans läuft der den Saal verlassenden Katharina nach, doch sie will nichts mehr mit ihm zu tun haben. Sixtus Braun wiederum verweigert Hans eine Aussprache mit seiner Tochter. Katharina verlässt das Haus Braun und geht zum Bahnhof, um abzureisen. Dort wird sie von der Polizei, die auf der Suche nach einem angeblichen Uhrendieb ist, vorübergehend festgenommen. Hans von Gerstikow hat wieder einmal jemanden – diesmal sogar die Kripo – instrumentalisiert, um Katharina vor der überstürzten Abreise zu hindern. Hans ist sich jetzt seiner wirklichen Gefühle sicher und macht ihr schließlich klar, dass in der Liebe Standesunterschiede nicht zählen, auch wenn Katharina ihm klarmacht, dass sie einen „feinen Herrn“ nicht wolle. Der sei er ja nun auch nicht, meint Hans nicht ganz zu Unrecht. Dann sinken sich beide in die Arme.

## Produktionsnotizen und Wissenswertes
Katharina die Letzte zählt zu den späten Emigrantenfilmen Österreichs, an dem einige der talentiertesten bzw. gefragtesten Filmkünstler beteiligt waren, die seit 1933 in Hitler-Deutschland nicht mehr arbeiten durften: Regisseur Koster(litz) und sein ständiger Drehbuchautor Felix Joachimson (in Hollywood: Felix Jackson), Leinwanddiva Franziska Gaal (Kosters Kleine Mutti), die im Anschluss an diesen Film die skandalumwitterte Emigrantenkomödie Fräulein Lilly drehte, ehe sie gleichfalls nach Hollywood übersiedelte, Szöke Szakall, der kurz zuvor in Wien die Emigrantenproduktionen 4½ Musketiere und Tagebuch der Geliebten gedreht hatte, ehe auch er sich nach Amerika begab, und sein “Musketiere”-Partner Otto Wallburg, der sich tragischerweise gegen eine Weiterreise nach Hollywood entschied und diese Fehlentscheidung 1944 mit seinem gewaltsamen Tod in einer Gaskammer in Auschwitz bezahlen musste – All sie einte die Tatsache, dass sie Juden waren. Genau aus diesem Grunde wurde die Aufführung dieses Films im nationalsozialistischen Deutschland verboten.
Der am 23. Januar 1936 in Wien uraufgeführte Film markierte das Filmdebüt Hans Holts. Die Bauten entwarf Erwin Scharf, die Kostüme Gerdago. Um den Ton kümmerte sich Alfred Norkus. Die musikalische Leitung hatte Hans J. Salter, Fritz Rotter verfasste die Liedtexte. Die Comedian Harmonists singen das Lied „Du passt so gut zu mir“. Produzent Joe Pasternak übernahm auch die Produktionsleitung. Gleich nach dem Ende dieser Produktion gingen er, Regisseur Koster(litz) und Drehbuchautor Joachimson (in den USA: Felix Jackson) zur amerikanischen Universal-Muttergesellschaft nach Hollywood und waren mit der Folgeproduktion Drei süße Mädels, aller drei US-Einstand, maßgeblich an der Rettung dieser maroden Filmfirma beteiligt.
Weitere US-Auswanderer dieses Films waren die Darsteller Ernst Verebes, A. E. Licho und Adrienne Gessner während Paul Morgan, der mit Katharina die Letzte seinen einzigen Film in der Emigration drehte, seinen Verbleib in Wien mit dem Tod bezahlen sollte. Wie Kollege Wallburg starb er einen gewaltsamen Tod in einem nazistischen Konzentrationslager.

## Kritiken
Friedrich Porges moniert in seiner Kolumne Der Tonfilm (Der Wiener Tag, 25. Januar 1936): „Bis zur Mitte des Buches folgt man dem Autor (war es wieder Felix Joachimson?) gerne, dann kann man allerdings nicht mehr recht mit. Und wenn das törichte Kind vom Dorf, das nicht lesen und schreiben kann, auch noch so viel Scharm entwickelt, glaubt man doch nicht an die so rasche und gründliche Wandlung des verwöhnten Lebemanns zum schmachtenden Liebhaber ‚Katharinas, der Letzten‘. Aber die Filme, in denen Franziska Gaal spielt, sind ja seit jeher ein bißchen märchenhaft und Molnar-verwandt in ihren Stoffen. Diesmal ist Der gläserne Pantoffel nachempfunden.“
Die Österreichische Filmzeitung bescheinigte in ihrer kurzen Vorstellung des Films in ihrer Ausgabe vom 31. Januar 1936 Franziska Gaal Ausdrucksfähigkeit, Charme und einen „entzückenden Humor“.
Paimann’s Filmlisten lobte die darstellerische Leistung der Gaal und vermerkte eine weniger als sonst in ihren Filmen zu konstatierende „Heiterkeitswirkung“, stattdessen würde die Künstlerin sehr auf das „Sentiment“ abzielen. Ansonsten verortete der Kritiker: „Sympathische und humorvolle Gegenspieler, flotte Musik […] saubere Aufmachung.“

„Kein österreichischer Film der Zeit war so stark dem Märchenhaften zugewandt und kaum einer bediente die Aufstiegsphantasie in solcher Reinkultur.“

Das Pariser Tageblatt bezeichnete die Leistung der Gaal „als ihre reifste“ und schwärmte: Wenn sie, während sie die Schuhe putzt, ein Lied singt, „sitzt man hingerissen vor diesen Manifestationen eines Naturtalents“.